# 瑟堡-奥克特维尔
瑟堡-奥克特维尔（法語：Cherbourg-Octeville，法語發音：[ʃɛʁbuʁ ɔktəvil] ⓘ）是法国西北诺曼底大区芒什省的一个旧市镇及该省原副省会，于2000年2月28日由瑟堡和奥克特维尔合并而成。2016年1月1日，瑟堡-奥克特维尔与邻近4个市镇合并为新市镇科唐坦地区瑟堡，新市镇接替瑟堡-奥克特维尔成为芒什省的副省会。

## 地理
瑟堡-奥克特维尔（49°38'20"N, 1°37'30"W）面积14.26 平方千米，位于法国诺曼底大区芒什省，该省份为法国西北部沿海省份，西、北、东北三面环大西洋，东起顺时针与卡爾瓦多斯省、奧恩省、马耶讷省和伊勒-维莱讷省接壤。
与瑟堡-奥克特维尔接壤的市镇（或旧市镇、城区）包括：埃克德勒维尔-艾讷维尔。
瑟堡-奥克特维尔的时区为UTC+01:00、UTC+02:00（夏令时）。

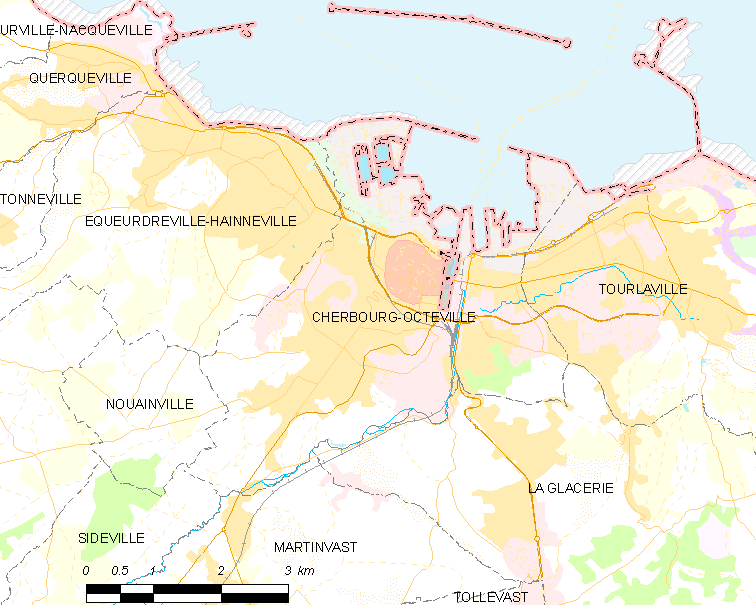
瑟堡-奥克特维尔的OSM定位图

## 行政
瑟堡-奥克特维尔的邮政编码为50100、50130、50120、50470、50110、50460，INSEE市镇编码为50129。

## 政治
瑟堡-奥克特维尔所属的省级选区为科唐坦地区瑟堡第一县、科唐坦地区瑟堡第二县、科唐坦地区瑟堡第三县。

## 交通
瑟堡港是法国西北部重要军港和商港，在科唐坦半岛北端，临拉芒什海峡（英吉利海峡）。从南北美洲到欧洲大陆的邮船大都在此停泊。

## 人口

1962-2008年间瑟堡-奥克特维尔人口变化图示

瑟堡-奥克特维尔于2018年1月1日时的人口数量为35545人。